# گلاب بالا
گلاب بالا یک روستا در ایران است که در بخش مرکزی شهرستان سربیشه واقع شده‌است. گلاب بالا ۲۴ نفر جمعیت دارد.